# Аустралијски фудбал
Аустралијски фудбал (енгл. Australian rules football) је колективни, контактни спорт који се игра са јајастом лоптом, на терену јајастог облика, између две екипе са по 18 играча у постави. У аустралијском фудбалу има елемената рагбија, фудбала и кошарке. То је најпопуларнији спорт у Аустралији.
Током опште игре играчи се могу поставити било где на терену и користити било који део тела за померање лопте. Примарне методе су шутирање, бацање руком и трчање са лоптом. Постоје правила о начину руковања лоптом, на пример, играчи који трче с лоптом морају повремено да одскоче лопту од земље или да додирну лоптом земљу. Бацање лопте није дозвољено и играчи не смеју да држе лопту. Карактеристична особина игре је марк, где се играчима било где на терену који ухвате лопту из ударца (под одређеним условима) додељује поседовање. Поседовање лопте је спорно у сваком тренутку, осим када се врши слободан ударац или марк. Играчи могу да се ухвате у коштац користећи своје руке или цело тело да би ометали противнике. Опасан физички контакт (попут гурања противника у леђа), ометање при маркирању и намерно успоравање игре обесхрабрују се слободним ударцима, казнама на даљину или суспензијом за одређени број мечева, у зависности од тежине повреде. У игри су честа физичка надметања, спектакуларно маркирање, брзо кретање играча и лопте и високи бројеви бодова.
Порекло спорта може се пратити на фудбалским утакмицама одиграним у Мелбурну, у држави Викторија, 1858. године, инспирисаним енглеским фудбалским играма у јавној школи. У тежњи да се развије игру која више одговара одраслима и аустралијским условима, Фудбалски клуб Мелбурна је објавио прва правила аустралијског фудбала у мају 1859. године, што их чини најстаријим од главних светских фудбалских кодекса.
Аустралијски фудбал има највећу посећеност гледалаца и телевизијску гледаност од свих спортова у Аустралији, док је Аустралијска фудбалска лига (АФЛ), једино професионално такмичење у овом спорту, као најбогатије спортско тело у држави. Велико финале АФЛ-а, које се сваке године одржава на терену за крикет у Мелбурну, представља најпосећенији догађај клупског првенства на свету. Овај спорт се такође игра на аматерском нивоу у многим земљама и то у неколико варијација. Правилима овог спорта управља АФЛ комисија уз саветодавну подршку Одбора игре у погледу АФЛ закона.

## Назив
Аустралијски фудбал је познат под неколико назива, укључујући "Ози правила", фудбал и фути ("фуца", прим. прев.). У неким регионима Аустралијска фудбалска лига назива игру АФЛ по свом акрониму.

## Историја аустралијског фудбала
Овај спорт измислио Том Вилс у Мелбурну 1858. Прва историјска утакмица је одиграна између две школске екипе у Мелбурну исте године. Аустралијски фудбал се најпре играо у Викторији, а онда се проширио и на остале крајеве. 1879. одиграна је утакмица између Викторије и Јужне Аустралије. Играчи аустралијског фудбала су већ крајем 19. века почели да зарађују од овог спорта. 1896. формирана је Фудбалска лига Викторије. Многи познати играчи аустралијског фудбала су изгубили животе у два светска рата. 1990. коначно је створена чувена Аустралијска фудбалска лига (АФЛ).

## Правила аустралијског фудбала
Димензије терена су 135, 185, 110 и 155 метара. Терен је овалног облика и сличан је терену за крикет. Једна екипа има 22 играча, 18 у стартној постави и 4 резерве, то су нападачи, играчи одбране, играчи средине терена, крила, центри, ракмени и ровери. Утакмица траје укупно 80 минута, 4 четвртине по 20 минута. Циљ игре је лоптом погодити гол. Током игре, играчи могу да се крећу и поставе како желе, а имају право и рукама и ногама додавати јајасту лопту саиграчима. Стриктно су одређена правила како се могу кретати играчи са лоптом. Када играч затражи "марк" и ухвати лопту, има право да неометан шутне на гол. Гол вреди 6 поена. Играчи користе руке да би оборили противника. Ово је кондиционо јако захтеван спорт.

## Популарност аустралијског фудбала
Данас у свету има 1 404 176 регистрованих играча аустралијског фудбала и 25 770 регистрованих клубова аустралијског фудбала. Аустралијски фудбал је најпопуларнији спорт у Аустралији, али ни у једној другој земљи се не игра на неком озбиљном, професионалном нивоу. Постоје аматерске лиге аустралијског фудбала у неколико десетина држава широм света.
Просечна посећеност на утакмицама АФЛ је око 33 000 гледалаца, док се финале игра и пред 100 000 гледалаца. Милиони Аустралијанаца не долазе на стадион, али прате овај спорт на телевизији. Преко 875 000 људи у Аустралији су чланови навијачких клубова АФЛ.